# Bemlos kergueleni
Bemlos kergueleni är en kräftdjursart. Bemlos kergueleni ingår i släktet Bemlos och familjen Aoridae. Inga underarter finns listade i Catalogue of Life.